# 뉘른베르크 1935
뉘른베르크 1935(Nurnberg 1935, Tag Der Freiheit - Unsere Wehrmacht)는 독일에서 제작된 레니 리펜슈탈 감독의 1935년 다큐멘터리 영화이다. 아돌프 히틀러 등이 주연으로 출연하였고 레니 리펜슈탈 등이 제작에 참여하였다.

## 출연

### 주연
- 아돌프 히틀러